# Barbara Longhi
Barbara Longhi (née le 21 septembre 1552 à Ravenne et morte le 23 décembre 1638 dans la même ville)
est une femme peintre italienne connue comme portraitiste et réalisatrice de nombreuses peintures de Vierge à l'Enfant. Sa renommée est restée limitée à Ravenne et ses alentours.

## Biographie
Barbara Longhi est née le 21 septembre 1552 à Ravenne où elle a passé toute sa vie. Son père, Luca Longhi (1507-1580) était un peintre maniériste, et son frère ainé Francesco (1544-1618) était aussi un peintre. Les documents concernant sa vie privée son rares et on ne sait même pas si elle était mariée.
Barbara Longhi et son frère ont appris la peinture auprès de leur père et ont fait partie de son atelier . Barbara a souvent aidé son père dans divers projets comme la réalisation de retables de grandes dimensions et a acquis des compétences dans la commercialisation de ses œuvres.
En 1570, sa formation complétée, elle s'installe à son propre compte mais garde des liens étroits avec sa famille et l'atelier de son père.
Barbara Longhi était très appréciée en tant que portraitiste, mais un seul de ses portraits, Le Moine Camaldule, est connu aujourd'hui. C'est aussi son seul tableau connu représentant un homme mûr, et l'un des seuls qui soient datés, même si le dernier chiffre n'est pas entièrement lisible (1570 ou 1573?).
Son père l'avait représentée en sainte Barbara sur une peinture (1570), une  Vierge à l'Enfant en majesté avec une sainte , ainsi que probablement dans Les Noces de Cana.
La Sainte Catherine d'Alexandrie, que Barbara Longhi a peinte, montre une forte ressemblance avec les représentations qu'a fait d'elle son père, de ce fait, la peinture est généralement estimée par les critiques d'art comme étant un autoportrait,,.
Irene Graziani écrit que « quand elle peint une image d'elle-même, Barbara Longhi se présente selon un modèle vertueux de femme élégante et érudite, revisitant les thèmes que Lavinia Fontana avait développés quelques années auparavant à Bologne, selon le répertoire lié au maniérisme tardif ».
Une hypothèse avance aussi le fait que Barbara Longhi ait pu réaliser son autoportrait sous l'image d'une sainte, afin d'éviter de s'adonner au péché du vanité.
Initialement commandé pour le monastère Sant'Appolinare in Classe, la peinture a été achetée par le Museo d'Arte della Città di Ravenna en 1829, et a subi une restauration en 1980. Il existe diverses représentations de Catherine d'Alexandrie de sa main.
La plupart des peintures de Barbara Longhi ne sont pas signées, mais comportent des initiales :
- « BLF », pour Barbara Longhi fecit(fait par Barbara Longhi)[4]. ou
- « BLP », pour Barbara Longhi Pinxit (peint par Barbara Longhi)[6].

Comme la quasi-totalité de son travail n'est pas signé, le nombre de ses peintures n'est pas connu. Une quinzaine d'œuvres lui sont définitivement attribuées, dont une douzaine sont des représentations de la Vierge à l'Enfant , peintures très populaires au cours de la Contre-Réforme. Probablement certaines de ses œuvres sont attribuées à tort à son père.
Barbara Longhi est morte à Ravenne le 23 décembre 1638, à l'âge de 86 ans.

## Style et influences
Barbara Longhi a néanmoins réalisé d'autres types de peintures comme Judith avec la tête d'Holopherne (v. 1570-1575).
Ce sujet a également été peint par d'autres femmes artistes dont Fede Galizia, Elisabetta Sirani ou Artemisia Gentileschi. La version de Barbara Longhi diffère fortement des deux versions peintes par Gentileschi. Contrairement à Gentileschi, sa version ne représente pas l'acte violent, en effet Judith, de la façon dont elle regarde vers le ciel semble demander le pardon en cohérence avec la pensée de la Contre-Réforme dans la volonté d'admettre sa culpabilité et de croire en l'absolution du pénitent.
La simplicité de sa composition et la subtilité de la palette des couleurs utilisée dans ses tableaux reflètent les doctrines de la Contre-Réforme. Ses petits tableaux, par opposition aux grands retables créés par son père, sont révélateurs de leur dévotion.
Barbara Longhi, avec les sujets représentés, a cherché à évoquer l'empathie du spectateur et a résisté à la tendance de créer de grandes scènes bibliques en privilégiant des représentations sereines de la Vierge et de l'Enfant.
Elle tire ses influences artistiques de Raphaël, Le Corrège, Parmigianino, Marcantonio Raimondi et Agostino Veneziano, et le succès de Sofonisba Anguissola l'a probablement influencée dans ses choix.
Bien qu'elle ait subi l'influence de grands artistes, son propre style a évolué, comme la représentation délicate et raffinée des bras et du cou de ses Vierges et l'utilisation d'une « palette chaude dorée et subtile » Elle « réalise une composition traditionnelle avec une intensité de sentiment et la coloration innovante » .

## Critiques
Barbara Longhi est l'une des rares artistes féminines mentionnées dans la deuxième édition (1568) du peintre italien et historien d'art Giorgio Vasari dans son œuvre  Vies des plus excellents peintres, sculpteurs et architectes. Vasari écrit que Barbara Longhi « peint très bien et sa couleur possède grâce et élégance ».
Germaine Greer dans The Obstacle Race: The Fortunes of Women Painters and Their Work écrit :« les œuvres des artistes femmes, Barbara Longhi incluse, souffrent d'un manque de critique sérieuse et objective ».
Germaine Greer a néanmoins fait sa propre évaluation: « La production de Barbara Longhi est considérable, tous les petits tableaux sont remarquables par la pureté des lignes et l'éclat doux de la couleur » et « Barbara Longhi par ses méthodes extrêmement conservatrices de simplicité et d'intensité, dépasse le talent de son père maniériste et de son frère dilettante ».
Muzio Manfredi en 1575 à Bologne a parlé du talent de Barbara Longhi dans une conférence :
« Vous devez savoir que à Ravenne vit aujourd'hui une jeune fille de dix-huit ans, fille du peintre Messer Luca Longhi. Elle est si merveilleuse dans cet art que son propre père commence à en être étonné, notamment pour ses portraits, il suffit qu'elle porte un simple regard sur une personne pour qu'elle puisse la peindre mieux que quiconque avec un modèle ».

## Œuvres
- Vierges à l'Enfant (12 versions attribuées)
  - Vierge à l'Enfant, Baltimore, Walters Art Museum
  - Vierge à l'Enfant, Indianapolis, Museum of Art
- Autoportrait (présumé) en sainte Catherine d'Alexandrie (vers 1579), Ravenne, Pinacoteca Comunale
- Vierge à l'Enfant Jésus couronnant une religieuse, (vers 1590-1595), Paris, musée du Louvre
- Judith avec la tête d'Holopherne (v. 1570-1575).
- Femme à la licorne

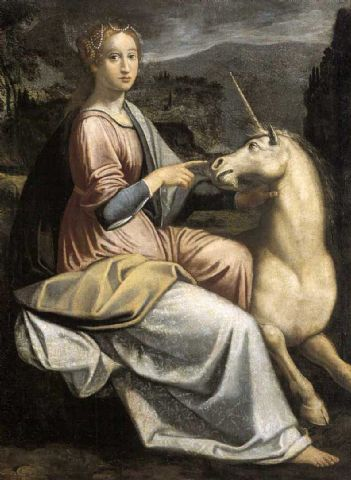
Femme à la licorne.
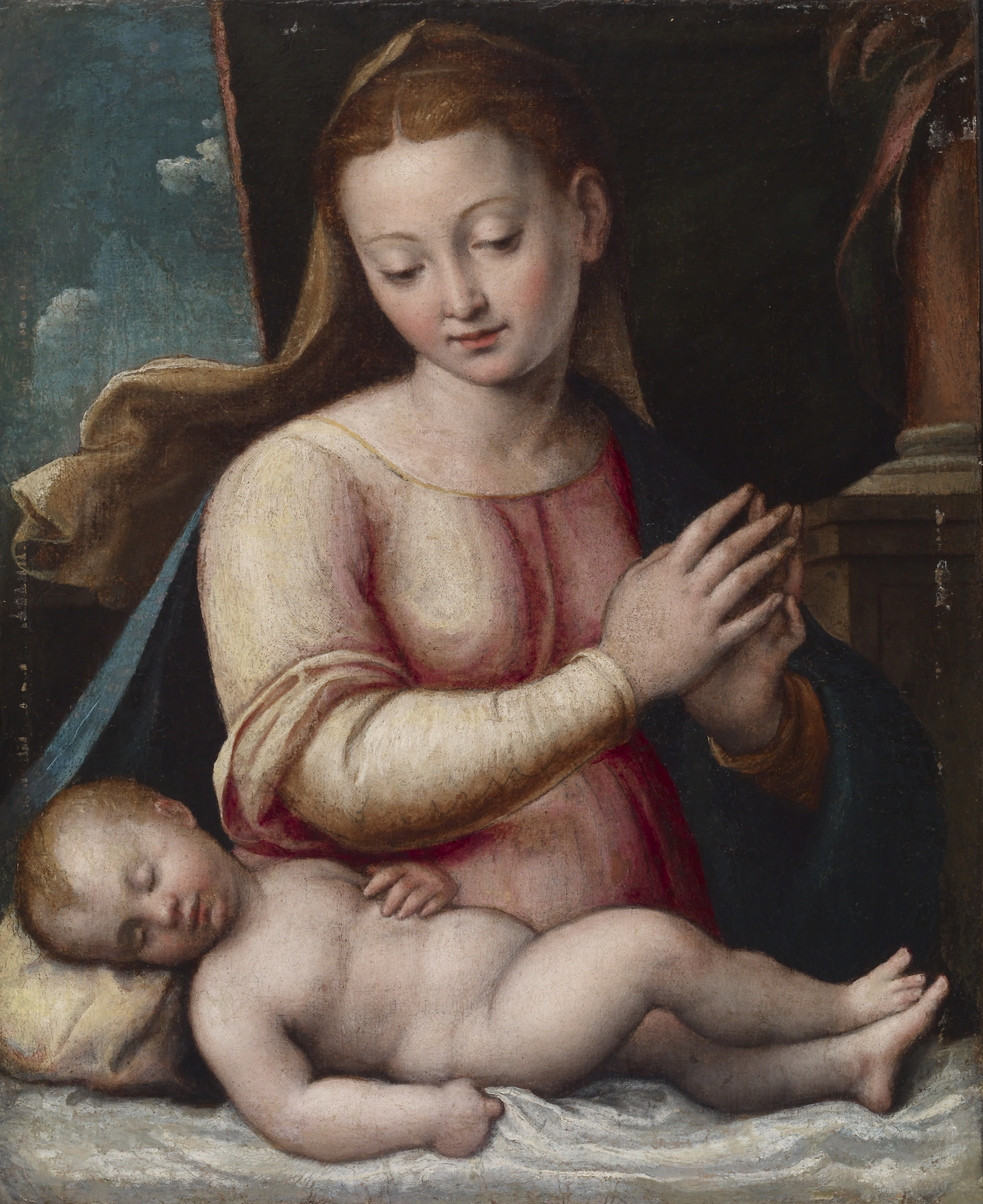
Vierge à l'Enfant, Baltimore, Walters Art Museum
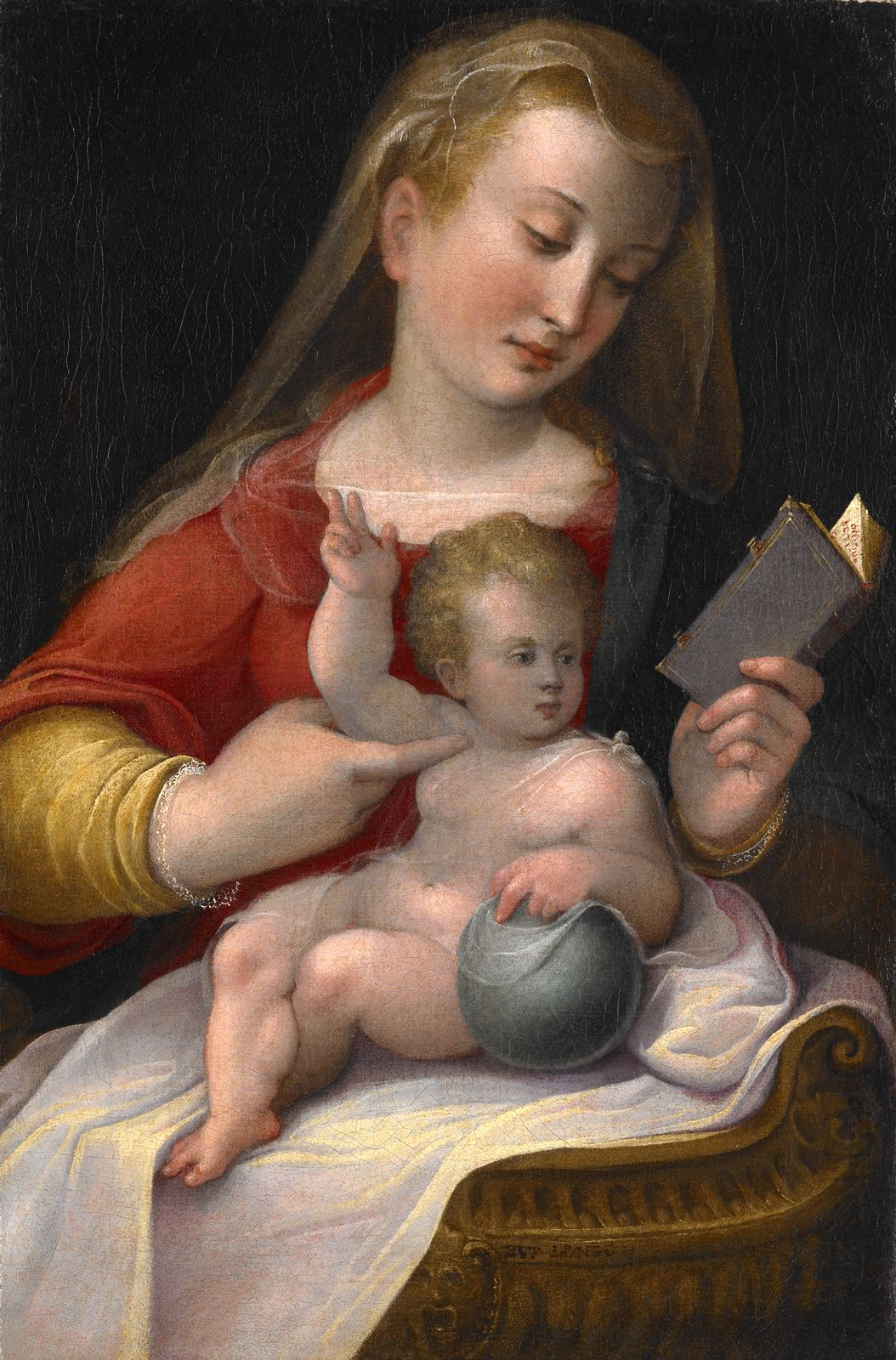
Vierge à l'Enfant, Indianapolis, Museum of Art
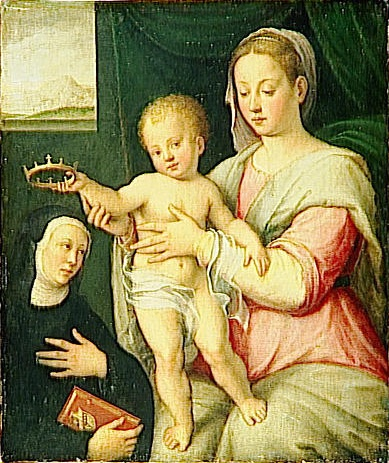
Vierge à l'Enfant, Paris, musée du Louvre

## Collections
Le Museo d'Arte della Città di Ravenna possède sept œuvres de Barbara Longhi, ainsi que onze de son père Luca et trois par son frère Francesco.
Son travail est présent dans les collections du musée du Louvre (Paris), la Pinacoteca di Brera (Milan), la Pinacothèque nationale de Bologne, le Museo Biblioteca del Grappa, Walters Art Museum (Baltimore, Maryland) et l'Indianapolis Museum of Art, et aussi à Santa Maria Maggiore (Ravenne).

## Sources
- (en) Cet article est partiellement ou en totalité issu de l’article de Wikipédia en anglais intitulé « Barbara Longhi » (voir la liste des auteurs).